# 梅德林根
梅德林根是德国巴伐利亚州的一个市镇。总面积17.07平方公里，总人口992人，其中男性513人，女性479人（2011年12月31日），人口密度58人/平方公里。